# Dryopteris cyclosorum
Dryopteris cyclosorum är en träjonväxtart som beskrevs av Cornelis Rugier Willem Karel van Alderwerelt van Rosenburgh. Dryopteris cyclosorum ingår i släktet Dryopteris och familjen Dryopteridaceae. Inga underarter finns listade.